# Commissione linguistica birmana
La Commissione linguistica birmana ((EN)  Myanmar Language Commission, မြန်မာစာအဖွဲ့; in precedenza nota come (EN)  Burmese Language Commission; abbreviata come MLC) è l'organo governativo principale nelle materie riguardanti la lingua birmana. Cura diversi progetti, tra i quali il Dizionario birmano-inglese (1993) e il sistema di trascrizione MLC, il sistema di riferimento per la trascrizione del birmano.

## Fondazione
Il precursore delle Commissione linguistica birmana era la Commissione letteraria e di traduzione ((EN)  Literary and Translation Commission, ဘာသာပြန်နှင့် စာပေပြုစုရေး ကော်မရှင်); essa fu istituita dal Consiglio rivoluzionario birmano nell'agosto del 1963, con il compito di pubblicare un dizionario ufficiale di birmano standard, un glossario di birmano, un manuale di scrittura, una compilazione del lessico birmano, la terminologia e la traduzione, la stesura e pubblicazione di libri di testo, libri di riferimento, e periodici per uso didattico.
La commissione fu reistituita come Burmese Language Commission (BLC) il 15 settembre 1971.

## Membri della Commissione linguistica birmana
1. Ba Nyunt, docente di storia in pensione (deceduto)
2. Chan Tha, "Letwe Minnyo", "Letyar Sanhta", presidente in pensione, Bureau of Special Investigation (deceduto)
3. Hla Pe, "Dagon U Hla Pe" (deceduto)
4. San Htun, "San Htun, Man Tekkatho" (deceduto)
5. San Ngwe, "Dagon U San Ngwe" (deceduto)
6. Thaw Zin, "Thaw Zin" (deceduto)
7. Aung Thaw, Direttore generale in pensione, Dipartimento di Archeologia
8. Hla Shwe, Rettore in pensione, Università di Mandalay
9. Htin Gyi, "Tekkatho Htin Gyi" Direttore in pensione, (deceduto)
10. Htin Fatt, "Maung Htin" Curatore d consulente in pensione, Burma Translation Society
11. Daw Kyan, "Ma Kyan", Addetto alla ricerca senior in pensione, Commissione storica
12. Myint Than, "Kahtika Daw Myint Than", docente birmano in pensione
13. Daw Ohn Khin, docente birmano in pensione
14. Soe Maung, "Thagara Nga Soe", Curatore capo in pensione, Burma Ah-lin Daily
15. Than Swe, "Mya Myinzu", Professore birmano in pensione
16. Win Pe, "Mya Zin", "Win Pe", Direttore generale in pensione, Dipartimento degli archivi nazionali
17. Yin Yin, "Saw Mon Nyin" (deceduto)